# Lindwurm-Gletscher
Der Lindwurm-Gletscher (englisch Lindworm Glacier) ist ein 2,5 km langer Gletscher auf der Alexander-I.-Insel westlich der Antarktischen Halbinsel. In den Finlandia Foothills fließt er vom Dragon Peak in nordöstlicher Richtung zum Sibelius-Gletscher.
Das UK Antarctic Place-Names Committee benannte ihn 2018. Namensgeber ist der Lindwurm, ein schlangen- oder drachenartiges Fabelwesen.